# Andershof
Andershof ist ein Stadtteil im Stadtgebiet Süd von Stralsund mit einer Fläche von 264,74ha. Bis 1928 war der Ort eigenständig und gehörte zu den Stralsunder Stadtdörfern. Stralsund gemeindete am 1. Oktober 1928 die Stadtdörfer Devin, Grünhufe, Andershof und auch Voigdehagen ein.
Seit der Kreisgebietsreform in Mecklenburg-Vorpommern im Jahre 2011 gehört Andershof zum Landkreis Vorpommern-Rügen.

## Geschichte
Der Ort Andershof wurde vermutlich im 13. Jahrhundert gegründet, wie andere Stralsunder Stadtdörfer auch. Ein genaues Datum ist bisher aber nicht bekannt. Andershof wurde, wie auch Zitterpenningshagen und Voigdehagen, vom Stralsunder Heilgeistkloster verpachtet. Die meisten geschichtlichen Quellen stammen auch aus dem Kloster zum Heiligen Geist und können im Stralsunder Stadtarchiv recherchiert werden.
Zur Geschichte von Andershof in der Frühzeit und im Mittelalter ist bisher nicht viel bekannt. Seit dem 17. Jahrhundert ist die Geschichte des Ortes im Stralsunder Stadtarchiv allerdings sehr gut dokumentiert. Die Höfe und Ländereien wurden in Andershof wie in den anderen ehemaligen Stralsunder Stadtdörfern durch das Kloster zum Heiligen Geist verpachtet. Die älteste nachweisbare Verpachtung an den Pächter Gervinus Hasert geht auf das Jahr 1623 zurück.
Ab 1640 kommt es zu einer weiteren dokumentierten Verpachtung von Andershof und Voigdehagen an Johann Horn und Jochim Böistehr. Es gibt ferner Hinweise auf im Pachtvertrag berücksichtigte kriegsbedingte, durch schwedische und kaiserliche Truppen verursachte Schäden.
In den Jahren 1695/1696 kommt es zur Klage des Pächters Peter Rose gegen die Provisoren des Klosters zum Heiligen Geist wegen ungünstiger Pachtbedingungen für das Gut Andershoff (jetzt: Andershof). Ein paar Jahre später, in der Zeit zwischen 1712 und 1759 wurden in dem Ort unbefugt Eichen gefällt. Ebenso müssen schwedische Soldaten dort vor Ort gewesen sein. Auf den Gütern und Ländereien kam es in jener Zeit immer wieder zu Klagen, so kam es auch zur Beschwerde bei der Regierung wegen der auf Anordnung des öffentlichen Anklägers in Devin und Andershof entwendeten Ziegen. Im ausgehenden 18. Jahrhundert wurden die Wege und Brücken bei Voigdehagen, Andershof, Negast, Langendorf und hinter dem Köpfenberg (jetzt: Köppenberg) ausgebessert.
In der Zeit von 1837 bis 1840 kommt es zur Anschaffung von Feuerspritzen für das Kirchspiel Voigdehagen in Andershof. Im Jahre 1877 wird eine Fischzuchtanstalt in Andershof errichtet. In der Fischzuchtanstalt wurden auch Fische zur Aufzucht verkauft. Im Jahre 1890 wurde entschieden, dass die zwischen Stralsund und Greifswald umgekehrt verkehrenden Lokalzüge während der Sommermonate hinter Andershof bei der zwischen Devin und Voigdehagen gelegenen Wärterbude nach Bedürfnis halten.
Gleich zu Beginn des 20. Jahrhunderts kommt es zu einem Missionsfest der Gemeinden Voigdehagen, Andershof, Niederhof u. a. in Devin. Zwischen 1927 und 1936 wird eine Wassergenossenschaft zur Entwässerung von Ackerflächen in den Gemarkungen Alt-Zarrendorf und Neu-Zarrendorf (ab 1935 Zarrendorf), Andershof und Zitterpenningshagen gebildet.

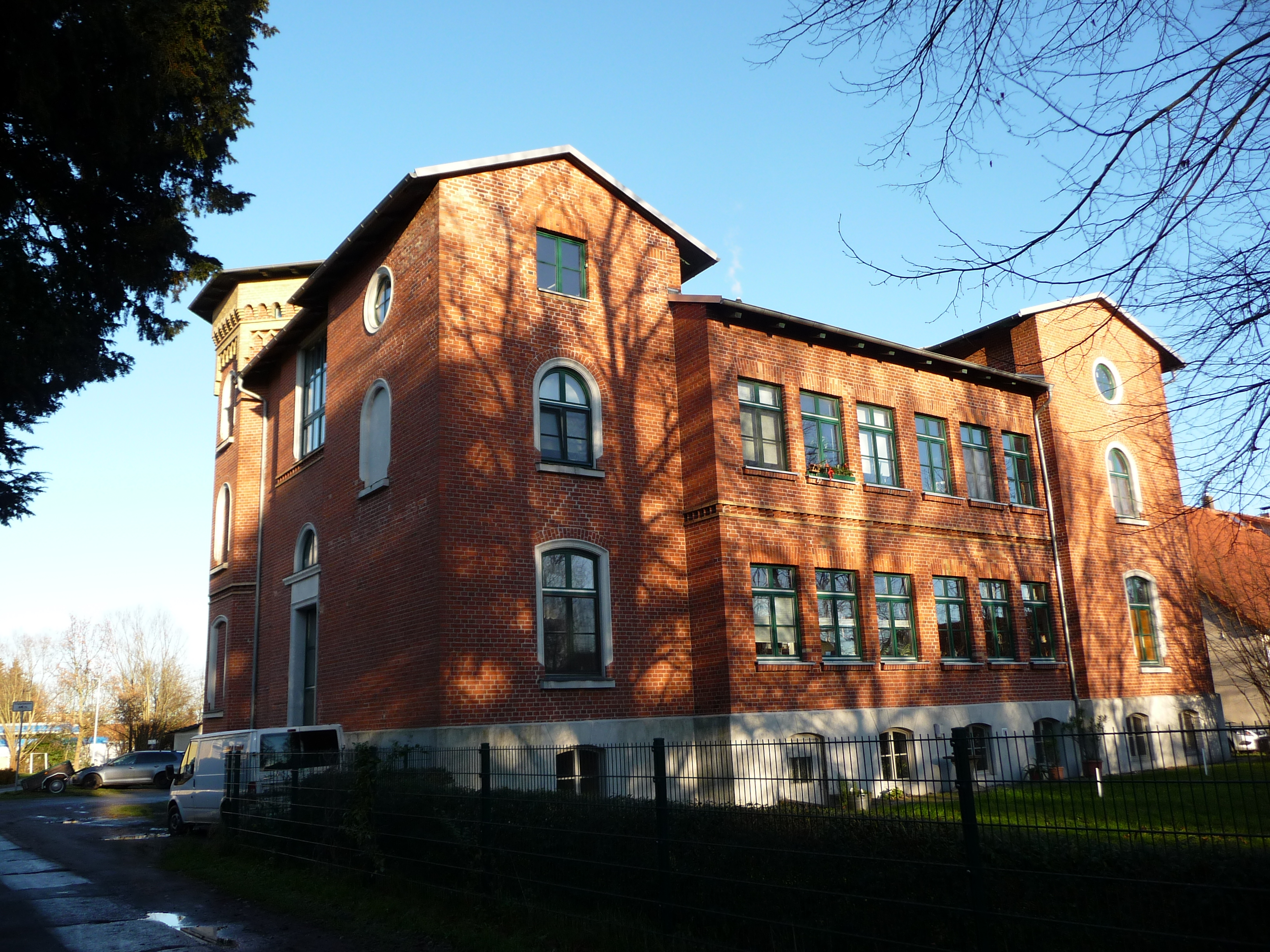
Gutshaus in Andershof

Am 1. Oktober des Jahres 1928 verliert Andershof seine Selbstständigkeit und wird nach Stralsund eingemeindet. Neben dem Kloster zum Heiligen Geist muss auch zu jener Zeit das Johanniskloster in Stralsund in Andershof involviert gewesen sein, denn so kommt es 1934 zum Verkauf des dem Johanniskloster gehörenden Grundstücks Greifswalder Chaussee 50d an den Bahnarbeiter Hermann Frank aus Andershof für den Bau eines Doppelhauses am Voigdehäger Weg.
In der Zeit des Nationalsozialismus zwischen 1937 und 1941 wird in Andershof Land enteignet wegen der Errichtung von Kasernen der I. Flak-Abteilung des Flak-Lehrregiments und in der Frankenvorstadt zum Bau der Eisenbahnverbindungskurve und zur Erweiterung des Rügendammbahnhofs.
Seit 1945 werden die Güter in Andershof und den anderen ehemaligen Stadtdörfern auch nicht mehr durch das Kloster zum Heiligen Geist in Stralsund verpachtet. Die Pächter wurden im Zuge der Bodenreform in der damaligen sowjetischen Besatzungszone enteignet und auch oftmals vertrieben. Die Höfe, Äcker und Ländereien wurden später den sogenannten landwirtschaftlichen Produktionsgenossenschaften zugewiesen, die diese verwalteten.
Am 27. Januar 1945 werden die Kasernen Schwedenschanze, Franken und Andershof an die Stadt übergeben. (geplante Nutzung zur Unterbringung von Umsiedlern, Obdachlosen, Gewerbe- und Industriebetrieben und Kultureinrichtungen) Weiterhin wird die Entnahme von Material aller Art verboten. Ab 1950 erfolgte dann der Umbau des ehemaligen Gutshauses in Andershof zu einer 8- klassigen Grundschule. Zu DDR-Zeiten, im Jahre 1958 wird der Bau eines Schweinemaststalles für 200 Tiere für den VEB (K) Mast von Schlachtvieh Stralsund-Andershof beschlossen. Im Mai 1961 wird dann die Molkerei in Andershof eröffnet und 1974 kommt es dann zur Übergabe der neuen 600 Quadratmeter großen Sporthalle für die Ernst-Thälmann-Oberschule in Andershof.
Nach der Wende hat sich der Ort sehr verändert, viele Wohneinheiten und Gewerbegebiete entstanden. Schon im Jahre 1990 löste sich die PGH des Bauhandwerks „Fortschritt“ in Stralsund-Andershof auf und schon 1991 eröffnet an der Greifswalder Chaussee ein moderner Baudiscount-Markt seine Pforten. Im Juli 2009 wird eine Klinik für Demenzkranke eröffnet.

## Gutshaus Andershof
Das Gutshaus Andershof ist ein zweigeschossiger Bau mit kleinem Eckturm. Von diesem Hof aus wurde der Ort Andershof, welches bis zum 1. Oktober 1928 eigenständig war und erst dann durch die Hansestadt Stralsund eingemeindet wurde, verwaltet. Am 20. April 1928 wurde ein Pachtvertrag zwischen Reinhold Riehn und Christoph Schütte geschlossen. Ab Juni 1929 übernahm Franz Schütte das Gut als Wirtschafter. Christoph Schütte blieb weiterhin Pächter und ab Juni 1931 übernahm seine Witwe Hedwig Schütte die Pacht. Nach 1932 erwarb Hedwig Schütte das Gut, sie blieb Eigentümerin bis zur Vertreibung 1945. Das Gutshaus wurde von 1950 bis 1960 als Schule genutzt, später zog ein LPG-Büro hier ein. Ein Raum diente für kulturelle Veranstaltungen, ansonsten waren hier vorwiegend Wohnungen eingerichtet. Auch heute wird das Gebäude zu Wohnzwecken genutzt. Der ehemalige Gutshof ist nicht mehr vorhanden, auch die Wirtschaftsgebäude (außer ein Stall und ein Spritzenhäuschen) sind nicht erhalten. An das Leben und Arbeiten auf dem Gut erinnern aber noch die Landarbeiterhäuser entlang der ehemaligen Zufahrt. Einige wenige ältere Bäume sowie der Dorfteich zeugen von einem ehemals vorhandenen Park, in den man an der linken Gebäudeseite über eine Freitreppe gelangte. Heute steht hier ein Neubaublock.

## Verkehrsanbindung
Durch Andershof verläuft die Bundesstraße 96. Weiterhin liegt der Ort in der Nähe des Zubringers zur Ostseeautobahn 20. Eine Bahnanbindung gibt es derzeit in Andershof nicht. Der am nächsten gelegene Bahnhof ist der Stralsunder Hauptbahnhof. Der Stadtteil wird jedoch von der Buslinie 3 des Stralsunder Nahverkehrs angefahren. Die Errichtung eines Bahn-Haltepunkts „Stralsund Süd“ in Andershof ist in Planung. Die Stadt Stralsund strebte noch im Jahr 2024 eine Eröffnung für das Jahr 2026 an.

## Sehenswürdigkeiten
- Gutshaus Andershof
- Kirche Voigdehagen
- Findlingsgarten Zitterpenningshagen
- Naturschutzgebiet Halbinsel Devin